# Bellabeg
 (janvier 2024).
Bellabeg est un village situé dans l'Aberdeenshire, en Écosse.